# 病めるバッカス
『病めるバッカス』（やめるバッカス、伊: Bacchino malato、英: Young Sick Bacchus）、または『バッカスとしての自画像』（バッカスとしてのじがぞう、伊: Autoritratto in veste di Bacco、英: Self-portrait as Bacchus）は、イタリア・バロック期の巨匠ミケランジェロ・メリージ・ダ・カラヴァッジョが1595年ごろにキャンバス上に油彩で制作した絵画で、自身を酒の神バッカスとして表現した初期の自画像である。1902年にイタリア政府により取得されて以来、ローマのボルゲーゼ美術館に所蔵されている。

## 伝記の記述
カラヴァッジョの最初の伝記作家ジョヴァンニ・バリオーネによると、本作は画家が鏡を使って描いたキャビネット（個人収集家の居室用）絵画であった。バリオーネは以下のように記している。

ついで (シチリア人画家の工房の後) 彼 (カラヴァッジョ) は、騎士ジュゼッペ・チェーザリ・ダルピーノ (通称カヴァリエル・ダルピーノ) の家に移り、ここに数か月逗留した。その後、この家を出て独立することを志し、鏡に映る自分の姿をモデルに数点の自画像を描いた。最初の作品は、種々のブドウの房を伴った『バッカス』であった。その絵は丹念に描かれているものの、すこし乾いた手法 (マニエーラ) によっている」。

この作品は、1607年に画家カヴァリエル・ダルピーノから押収されてシピオーネ・ボルゲーゼ枢機卿のコレクションに入った『病めるバッカス』である。また、別の伝記作者ジュリオ・マンチーニも、本作について「素晴らしいバッカスで、髭をそっている」と言及している。マンチーニは、本作が「髭をそった」カラヴァッジョの自画像であることを知っていたのである。

## 作品

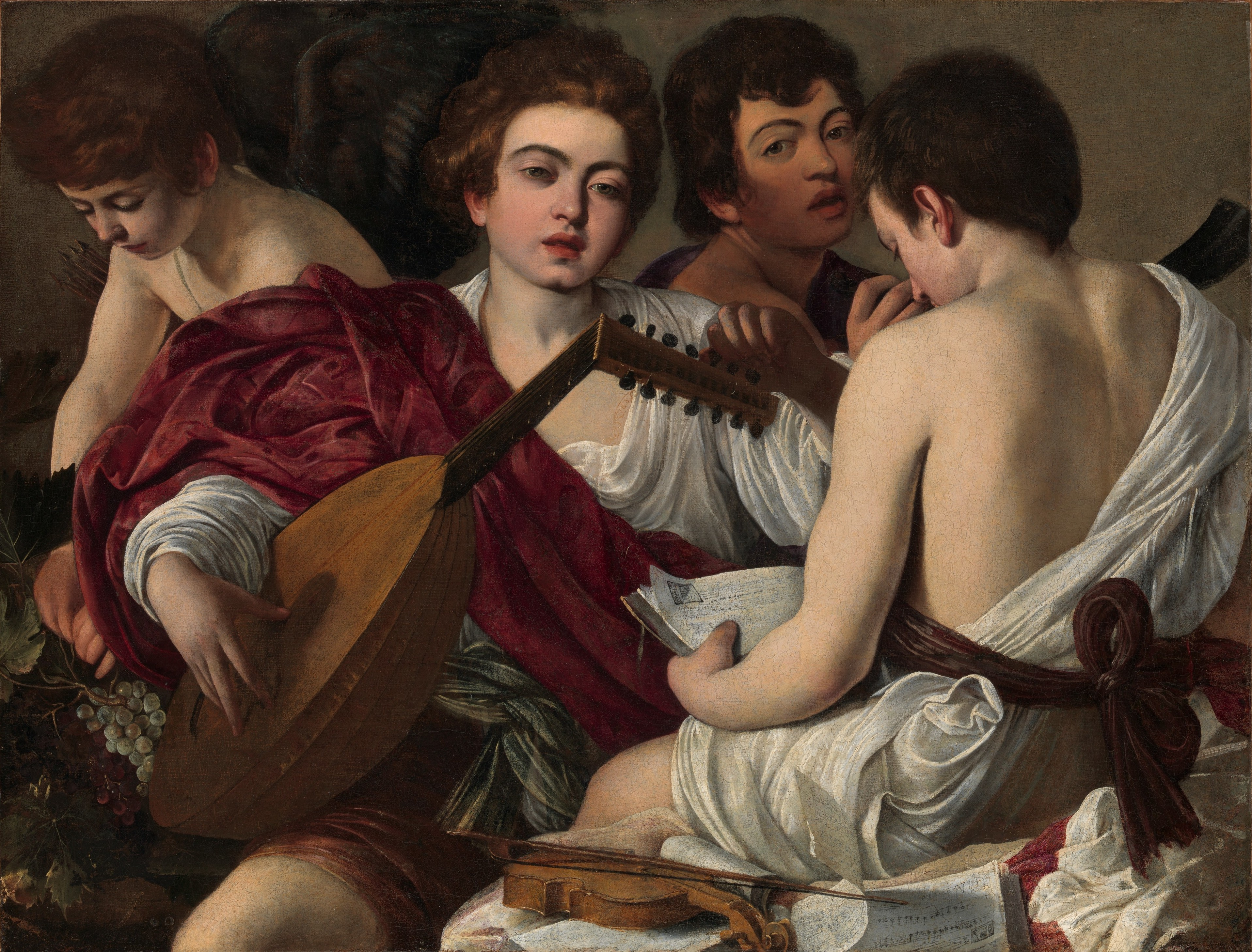
カラヴァッジョ『奏楽者たち』(1595年ごろ)、メトロポリタン美術館、ニューヨーク

本作は、どこか曖昧で謎めいている。テーブルの上には、カラヴァッジョの後の静物画ほどは見事に描かれていない
ブドウと桃が2つ載っている。テーブルの向こうでは、古代風、あるいは舞台風の衣装を纏った若者が鑑賞者に視線を向けている。この衣装は、メトロポリタン美術館 (ニューヨーク) にある『奏楽者たち』の後ろ向きの少年の衣装とよく似ている。若者は片肌脱いだ右手でブドウをつかみ、それに左手が不器用に添えられている。本作が鏡に映る自分自身を描いたものであれば、左右の手は反対だったことになる。顔や唇はやや蒼白で、頭にはセイヨウキヅタの冠を着けている。
一般に本作は、カラヴァッジョがカヴァリエル・ダルピーノの工房にいる時に描かれたといわれるが、根拠があるわけではない。カヴァリエル・ダルピーノが購入した可能性もあり、カラヴァッジョがコンソラツィオーネ病院に入院していた時に描かれたのかもしれない。ジュリオ・マンチーニによれば、「そうこうするうちに、カラヴァッジョは病気にかかり、無一文のためコンソラツィオーネ病院に入院せざるをえなくなった」。また、マンチーニの写本の中に、メモ書きとして「(カラヴァッジョは) 馬に蹴られて足が腫れてしまったが、(カヴァリエル・ダルピーノは) 外科医に連れて行かなかったし、見舞いにも行かせなかった。そこで友達のシチリア人工房主がコンソラツィオーネ (病院) に (連れて行った)」という記述がある。さらに、新たに発見された1597年の資料によれば、カラヴァッジョは足の怪我の治療のために床屋を訪れたという。床屋の息子はカラヴァッジョが熊手傷の手当のために来たといい、傷は名家の馬丁と悶着を起こしたためのものであると証言している。本作は人物の病み上がりのような印象から、イタリア語で「バッキーノ・マラート (病めるバッカス)」として知られてきたが、この題名の命名者は研究者ロベルト・ロンギである。ロンギは、本作がカラヴァッジョの病後回復期に描かれたと考えたのである。
この絵画は、カラヴァッジョがパトロンの注文によって制作するようになる前に、美術市場で「売るための」作品だったと考えられる。しかし、陰鬱ともいえる自画像である本作を「売る目的」で描いたということには驚かされる。見る人を楽しませる絵画ではなく、肖像画、寓意画、神話画、風俗画のいずれとも判別できず、既存のジャンルには収まりきらない。カラヴァッジョは、いったい何をセールスポイントとしたのであろうか。このような絵画は、初めからある程度教養のある、そして鑑識眼のある買い手を想定して描いたと思われる。また、カラヴァッジョが自らの絵画に強い自負心を持っていたことが示唆される。ちなみに、画中の2つの桃は人間の原罪、ブドウはイエス・キリストの受難を表し、テーブルはキリストの遺体を安置した石板を示していると解釈すれば、若者はキリストであり、作品はキリストの犠牲による人間の救済を表しているとも考えられる。そうであるなら、最初期のカラヴァッジョがすでに図像学的な知識を持っていたことをうかがわせる。

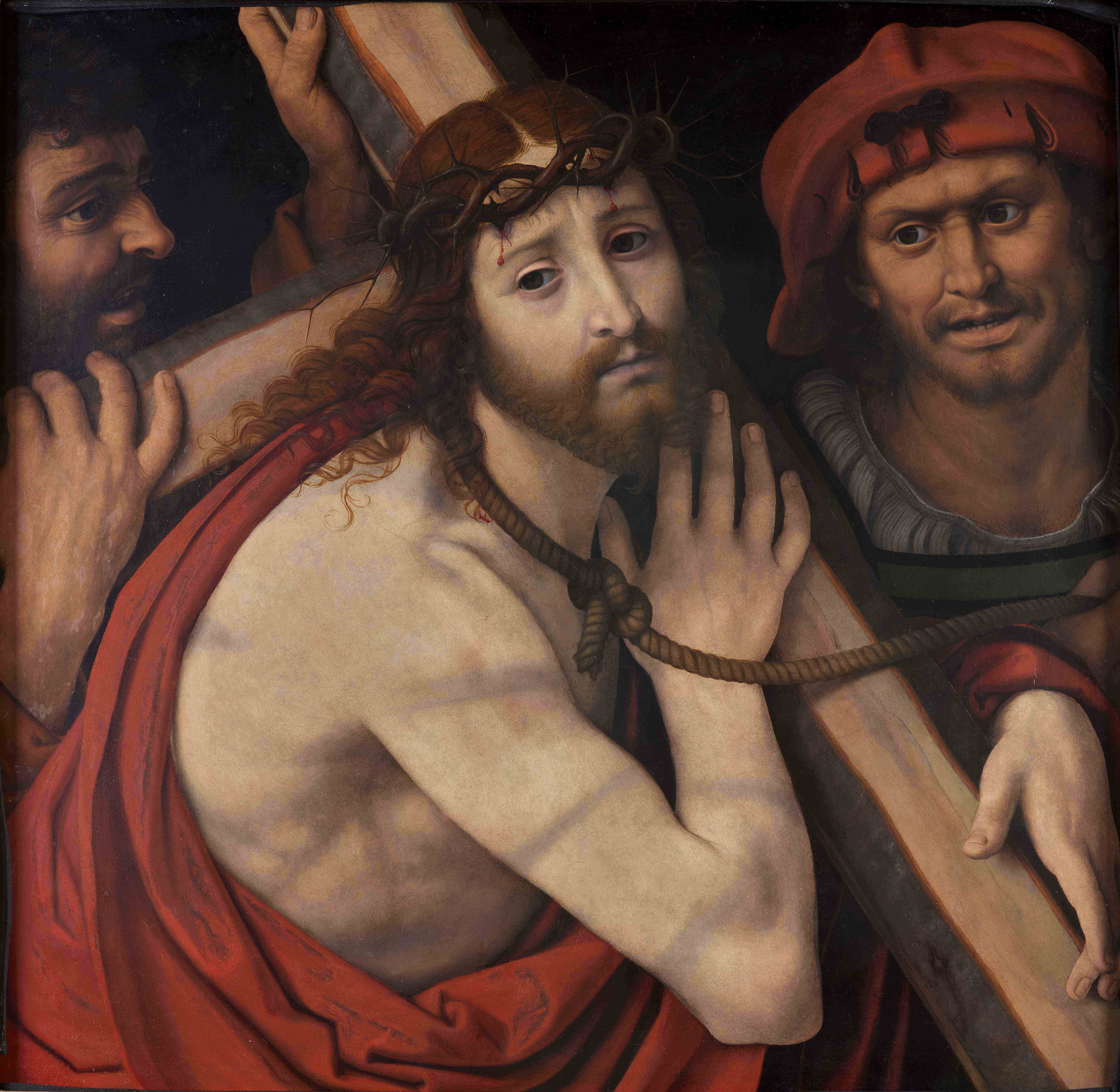
アンドレア・ソラーリオ『十字架を担うキリスト』(1510-1514年)、ボルゲーゼ美術館、ローマ

画家・芸術家の気質や才能をバッカスと結びつける発想は、特にロンバルディアや北方で広く流布していた。17世紀の初めにローマ在住のオランダ人画家を中心に結成された団体「ベントフューゲルス」でも、バッカスは守護神とされた。オランダ出身のアブラハム・ブルーマールトが描いた『バッカス』は、別名『天才の寓意』ともされている。こうしたことを考えると、カラヴァッジョの本作に見られる土気色の顔や唇は病気というよりも、芸術家あるいは天才の陰鬱質の性質であるメランコリーを暗示しているとも解釈できる。
本作がロンバルディアの伝統に根ざすものであることは疑いない。たとえば、バッカスの肘を折り曲げるポーズは、シモーネ・ペテルツァーノの素描帳にある『ペルシャの巫女の習作』を想起させるのに加え、ミラノの画家アンドレア・ソラーリオの『十字架を担うキリスト』やレオナルド・ダ・ヴィンチの影響を受けたジャンピエトリーノの同主題作を連想させる。特に、ソラーリオの作品は本作同様、カヴァリエル・ダルピーノから押収された作品であり、カラヴァッジョも知っていたことは間違いないであろう。